# Jason Parker (Eisschnellläufer)
Jason Parker (* 13. Mai 1975 in Yorkton) ist ein ehemaliger kanadischer Eisschnellläufer.

## Werdegang
Parker kam bei den Juniorenweltmeisterschaften 1994 in Berlin auf den 17. Platz im Kleinen Vierkampf und nahm in der Saison 1995/96 in Milwaukee erstmals am Eisschnelllauf-Weltcup teil, wobei er jeweils in der B-Gruppe den 15. Platz über 5000 m sowie den zweiten Platz über 1500 m errang. Bei den Einzelstreckenweltmeisterschaften 1996 in Hamar wurde er Zwölfter über 1500 m. In der Saison 1996/97 erreichte er in Davos mit dem dritten Platz über 1500 m seine erste Podestplatzierung im Weltcup und zum Saisonende den neunten Platz in der Weltcupwertung über 1500 m. Bei den Einzelstreckenweltmeisterschaften 1997 in Warschau errang er den 12. Platz über diese Distanz und bei der Mehrkampfweltmeisterschaft 1997 in Nagano den 12. Platz im Großen Vierkampf. Im folgenden Jahr lief er bei der Mehrkampfweltmeisterschaft in Heerenveen auf den 22. Platz im Großen Vierkampf und bei den Einzelstreckenweltmeisterschaften 1998 in Calgary auf den sechsten Rang über 1500 m. In der Saison 1998/99 erreichte er bei 14 Weltcupteilnahmen 11-mal eine Top-Zehn-Platzierung. Dabei kam er in Chuncheon zweimal auf den dritten Platz über 1000 m und beendete die Saison auf dem zehnten Platz in der Weltcupwertung über 1500 m sowie auf dem vierten Rang in der Weltcupwertung über 1000 m. Beim Saisonhöhepunkt, den Einzelstreckenweltmeisterschaften 1999 in Heerenveen, wurde er Zwölfter über 1500 m und Sechster über 1000 m. 
Nachdem Plätzen 12 und zehn über 1500 m zu Beginn der Saison 1999/2000, lief Parker neunmal unter den ersten Zehn und kam damit auf den neunten Platz in der Weltcupwertung über 1000 m sowie auf den siebten Rang in der Weltcupwertung über 1500 m. Bei den Einzelstreckenweltmeisterschaften 2000 in Nagano errang er über 1000 m und 1500 m jeweils den fünften Platz. In den folgenden Jahren belegte er bei den Einzelstreckenweltmeisterschaften 2001 in Salt Lake City den 11. Platz über 1500 m und bei den Einzelstreckenweltmeisterschaften 2003 in Berlin den 20. Platz über 1500 m sowie den 18. Rang über 1000 m. In der Saison 2005/06 absolvierte er in Turin seine letzten Rennen im Weltcup, welche auf dem zehnten Platz in der Teamverfolgung sowie in der B-Gruppe auf dem 11. Platz über 1500 m beendete. Dort gewann er bei seinen letzten internationalen Rennen bei den Olympischen Winterspielen 2006 die Silbermedaille in der Teamverfolgung.

## Erfolge

### Olympische Spiele
- 2006 Turin: 2. Platz Teamverfolgung

### Einzelstrecken-Weltmeisterschaften
- 1996 Hamar: 12. Platz 1500 m
- 1997 Warschau: 12. Platz 1500 m
- 1998 Calgary: 6. Platz 1500 m
- 1999 Heerenveen: 6. Platz 1000 m, 12. Platz 1500 m
- 2000 Nagano: 5. Platz 1000 m, 5. Platz 1500 m
- 2001 Salt Lake City: 11. Platz 1500 m
- 2003 Berlin: 18. Platz 1000 m, 20. Platz 1500 m

### Mehrkampf-Weltmeisterschaften
- 1997 Nagano: 12. Platz Großer Vierkampf
- 1998 Heerenveen: 22. Platz Großer Vierkampf

## Persönliche Bestzeiten
| Disziplin | Zeit         | Datum             | Ort            |
| --------- | ------------ | ----------------- | -------------- |
| 500 m     | 36,29 s      | 15. Januar 1999   | Calgary        |
| 1000 m    | 1:09,39 min  | 30. Januar 2000   | Calgary        |
| 1500 m    | 1:45,43 min  | 18. November 2005 | Salt Lake City |
| 3000 m    | 3:47,82 min  | 29. Oktober 2005  | Calgary        |
| 5000 m    | 6:49,60 min  | 14. Oktober 2000  | Calgary        |
| 10000 m   | 14:52,95 min | 16. Februar 1997  | Nagano         |